# Wilhelmstraße (Berlino)
Wilhelmstraße è una strada di Berlino, nei quartieri di Mitte e Kreuzberg. Fino al 1945, era riconosciuta come il distretto governativo, prima del Regno di Prussia, poi della Germania unificata, ed ospitava in particolare la Cancelleria del Reich e il Ministero degli Esteri. Il nome della strada fu quindi spesso usato anche come metonimia per l'amministrazione governativa tedesca. In inglese, "the Wilhelmstrasse" di solito si riferiva al Ministero degli Esteri tedesco.

## Storia
Il quartiere sud-occidentale di Friedrichstadt della residenza di Berlino di Federico Guglielmo I, dal 1713 Re in Prussia e Elettore di Brandeburgo, venne ampliato in modo significativo, per cui i locali fino al Zoll- und Akzisemauer (l'attuale Stresemannstraße) furono sviluppati come una zona residenziale benestante. Nel 1731 Husarenstraße (Via degli Ussari) fu costruita come un viale in stile Barocco dove molti Ugonotti, che erano fuggiti da Francia, così come espulsi membri della Chiesa morava si stabilirono. Inoltre diversi confidenti personali del re fecero erigere grandi palazzi cittadini, in particolare il generale Kurt Christoph von Schwerin e il barone francese François Mathieu Vernezobre de Laurieux, che prese la sua residenza in seguito a Prinz-Albrecht-Palais. La strada fu ribattezzata 'Wilhelmstraße' in onore del re, che era morto nel 1740.

### Distretto governativo

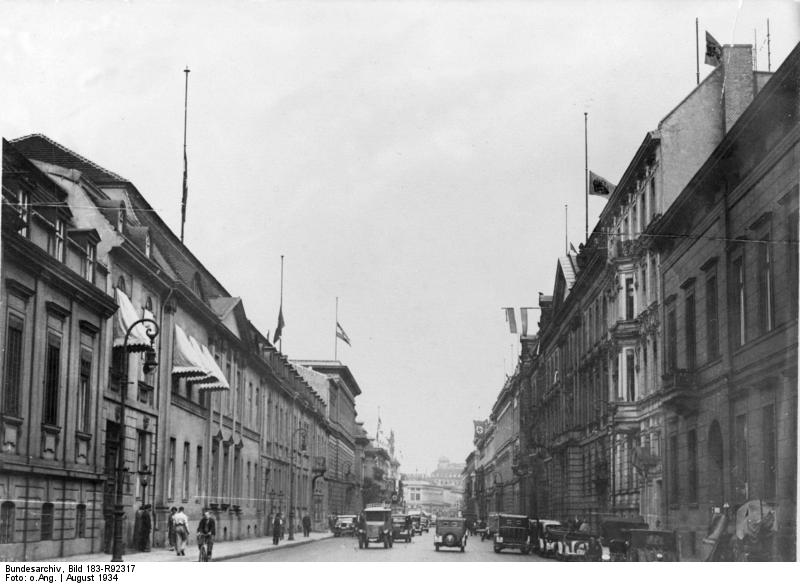
La Wilhelmstraße nel 1934, con la Cancelleria del Reich e il Ministero degli esteri alla sinistra

Originariamente ricca strada residenziale, con un certo numero di palazzi appartenenti ai membri della famiglia reale degli Hohenzollern, la Wilhelmstrasse si sviluppò come un quartiere governativo prussiano a partire dalla metà del XIX° secolo. Nel 1858 il re Federico Guglielmo IV acquistò l'ex 'Palais Schwerin' al n. 73. Questo edificio poi chiamato Palazzo del Presidente del Reich ospitava una sede amministrativa del ministro prussiano per la Casa Reale, guidata da Alexander von Schleinitz a partire dal 1861. Nel 1869 la vicina residenza 'Palais Schulenburg' del defunto principe Antoni Radziwiłł, costruita nel 1738/39 al n. 77, fu acquistata dal governo statale prussiano per volere di Otto von Bismarck. Ricostruito dal 1875 al 1878, servì come residenza ufficiale per il cancelliere tedesco. L'edificio accanto, al n. 76, era utilizzato per il dipartimento del Ministero degli Esteri della cancelleria.
Diversi altri dipartimenti governativi presero il loro posto sulla Wilhelmstrasse, come il Ministero delle finanze del Reich (n. 61), l'Ufficio coloniale imperiale (n. 62), il Ministero di Stato prussiano (n. 63), il Ministero del Reich per l'alimentazione e l'agricoltura (n. 72) e Ministero dei trasporti del Reich (n. 79, del 1919). Il sontuoso Palais Strousberg del fallito "re delle ferrovie" Bethel Henry Strousberg al n. 70 fu acquistato dal principe Hugo di Hohenlohe in un'asta del 1876 e affittato all'ambasciatore del Regno Unito Lord Ampthill, finché non fu finalmente acquistato dal Regno Unito nel 1884. Nel 1877 il Palazzo Borsig fu eretto all'angolo con Voss-Strasse.

### Repubblica di Weimar e Terzo Reich
Dopo la prima guerra mondiale il Palais Schwerin fu venduto dall'imperatore esiliato Guglielmo II al governo di Weimar e nel 1919 divenne la residenza del primo Presidente del Reich della Germania, Friedrich Ebert. Fino alla morte del suo successore Paul von Hindenburg nel 1934, la residenza ufficiale del Presidente era in Wilhelmstraße 73, dove il presidente assistette alla parata delle fiaccole nella notte del nazista Machtergreifung il 30 gennaio 1933, dopo aver fatto prestare giuramento ad Adolf Hitler come nuovo cancelliere tedesco. Hitler si rivolse alle folle esultanti di Wilhelmstasse da una finestra di un moderno edificio annesso alla cancelleria eretto nel 1930. Definendosi Führer e Cancelliere del Reich dal 1934, considerò la residenza in Wilhelmstraße 73 inadeguata e ordinò la costruzione della Nuova Cancelleria del Reich secondo i piani progettati da Albert Speer. Questo edificio, ottimo esempio di architettura nazista, si trovava immediatamente a sud della vecchia Cancelleria, all'angolo tra la Wilhelmstrasse e la Voßstraße, e il suo indirizzo ufficiale era Voßstraße 4.
Il Ministero degli Esteri si trasferì nell'ex palazzo del Presidente del Reich; il vecchio edificio fu ristrutturato in stile grandioso per volere del ministro Joachim von Ribbentrop. Di fronte a Wilhelmplatz, il barocco Ordenspalais fu ristrutturato come sede del Ministero dell'Illuminismo e della Propaganda che era guidato da Joseph Goebbels. Nel 1935-36 il suo compagno di partito Hermann Göring aveva l'enorme edificio Ministero dell'Aviazione progettato da Ernst Sagebiel costruito all'angolo con Leipziger Strasse. L'adiacente Prinz-Albrecht-Palais nel sud divenne nota come sede del Sicherheitsdienst e della Sicherheitspolizei; i due dipartimenti si unirono nel SS-Reichssicherheitshauptamt, sotto la direzione di Reinhard Heydrich nel 1939. La maggior parte degli edifici pubblici lungo la Wilhelmstrasse furono distrutti nei bombardamenti alleati durante il 1944 e l'inizio del 1945 e durante la successiva Battaglia di Berlino.

### Guerra fredda

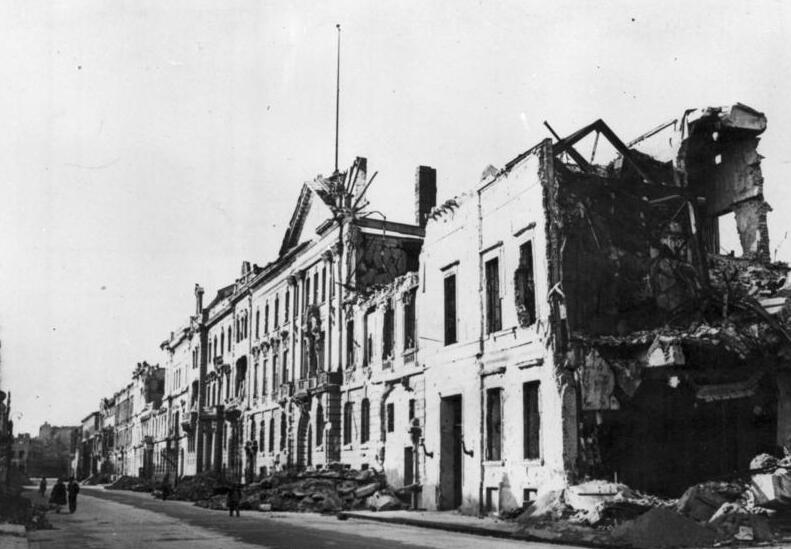
La Wilhelmstraße in rovina nel 1946

Dopo la guerra la Wilhelmstraße si trovava nel settore dell'Unione Sovietica della Berlino occupata dagli Alleati, e oltre a rimuovere le macerie dalla strada, poco fu fatto per ricostruire l'area fino alla fondazione della Repubblica Democratica Tedesca (RDT) nel 1949, con Berlino Est come capitale. Una delle prime ricostruzioni fu la chiesa provvisoria in legno costruita nel 1948 dalla congregazione Fratelli della Moravia sulla Wilhelmstraße 138.
Il regime comunista della RDT considerava l'ex distretto governativo come una reliquia del militarismo e dell'imperialismo prussiani e nazisti, e fece demolire tutte le rovine degli edifici governativi nei primi anni '50. Alla fine degli anni '50 non c'erano quasi edifici lungo la Wilhelmstrasse da Unter den Linden a Leipziger Strasse. L'unico grande edificio pubblico sopravvissuto nella Wilhelmstraße fu quello del Ministero dell'Aviazione, che era sfuggito a gravi danni durante la guerra. Come uno dei pochi edifici governativi intatti nel centro di Berlino, fu utilizzato dapprima dalla Amministrazione militare sovietica in Germania e dalla Commissione economica tedesca e in seguito dal Consiglio popolare tedesco della zona di occupazione sovietica, dalla Camera del popolo e da diversi ministeri e dipartimenti governativi della Germania orientale. Come Haus der Ministerien, fu al centro delle manifestazioni popolari durante la rivolta operaia del 17 giugno 1953.
La costruzione del Muro di Berlino nel 1961 tagliò la strada a metà. Nel 1964 la sezione di Berlino Est della strada prese il nome dall'ex ministro-presidente della RDT Otto Grotewohl, morto in carica il 21 settembre. Diverse ambasciate di paesi "amici" sono stati eretti all'angolo con Unter den Linden dal 1970 in poi. Il nuovo edificio dell'ambasciata della Repubblica Socialista Cecoslovacca fu eretto dal 1974 al 1978 su Wilhelmplatz. Negli anni '80, diversi condomini di Plattenbau (lastra di cemento) sono stati costruiti nei locali sgomberati lungo la Otto-Grotewohl-Straße nella Berlino Est. Gli appartamenti erano molto popolari tra la nomenklatura, in quanto offrivano una vista indisturbata sul muro verso Berlino Ovest. La "striscia della morte" è oggi il sito del Memoriale per gli ebrei assassinati d'Europa.

## Oggi

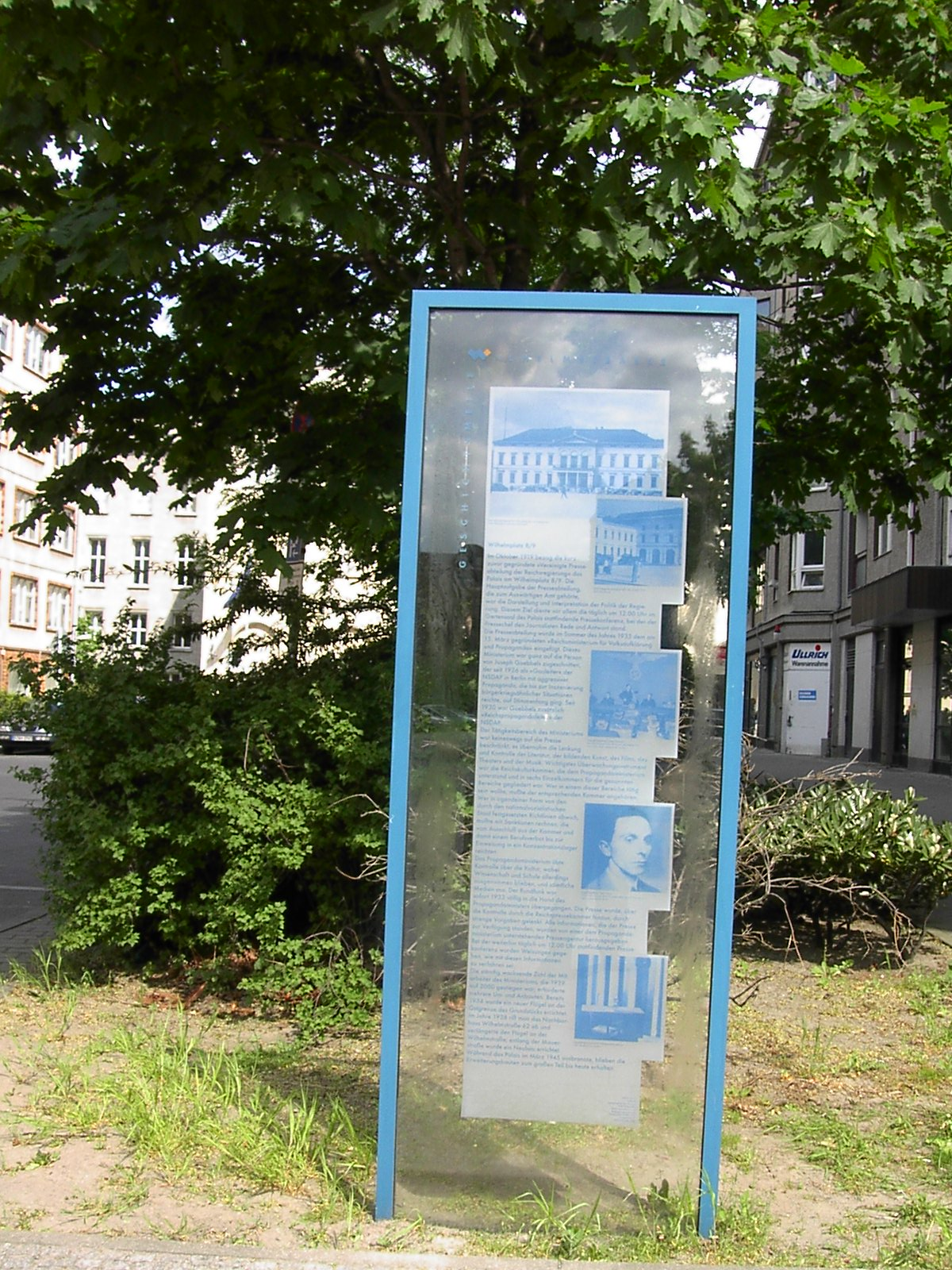
Il sito del Ministero della Propaganda in Wilhelmstraße 8

Oggi la Wilhelmstraße è un'importante arteria stradale, ma non ha riacquistato il suo vecchio status. Dalla riunificazione tedesca, alcuni ministeri federali hanno spostato le loro sedi a Wilhelmstraße, come il Ministero del lavoro e degli affari sociali nell'ex Wilhelmplatz, il Ministero delle Finanze nell'ex complesso del Ministero dell'Aviazione del Reich (rinominato "Detlev-Rohwedder-Haus" nel 1992), nonché il Ministero dell'Alimentazione, dell'Agricoltura e della Protezione dei Consumatori in Wilhelmstraße 72 - l'unico ministero del governo tedesco ora situato sul suo sito prebellico, anche se in un edificio parzialmente ricostruito.
L'ambasciata britannica, il cui edificio originale era stato distrutto dai bombardamenti, fu ricostruita sul sito. La regina Elisabetta II officiò alla sua inaugurazione nel luglio 2000. Altre istituzioni pubbliche sulla Wilhelmstraße includono l'ARD-Hauptstadtstudio (studio televisivo) dell'organizzazione di radiodiffusione ARD sulla riva settentrionale della Sprea, il techno club "E-Werk", il Topographie des Terrors nell'ex sede del "Reichssicherheitshauptamt'", e la "Willy-Brandt-Haus", sede del Partito Socialdemocratico di Germania, all'angolo sud con la Stresemannstraße.
Molti degli abitanti nei condomini della ex DDR sono immigrati recenti e ci sono numerosi negozi e ristoranti che servono cibi russi e turchi. Negli ultimi anni la città di Berlino ha posto una serie di cartelli storici lungo Wilhelmstraße per ricordare la locazione di famosi edifici dell'era pre-bellica. L'8 novembre 2011 è stato inaugurato un memoriale in onore di Georg Elser, che fallì nell'attentato a Adolf Hitler, nel sito dell'ex Cancelleria del Reich.